# Herpetogaster collinsi
L'erpetogastro (Herpetogaster collinsi) è un animale marino estinto, probabilmente affine ai cordati, vissuto nel Cambriano medio (circa 505 milioni di anni fa). I suoi resti fossili sono stati ritrovati nel famoso giacimento di Burgess Shales (Canada).

## Descrizione

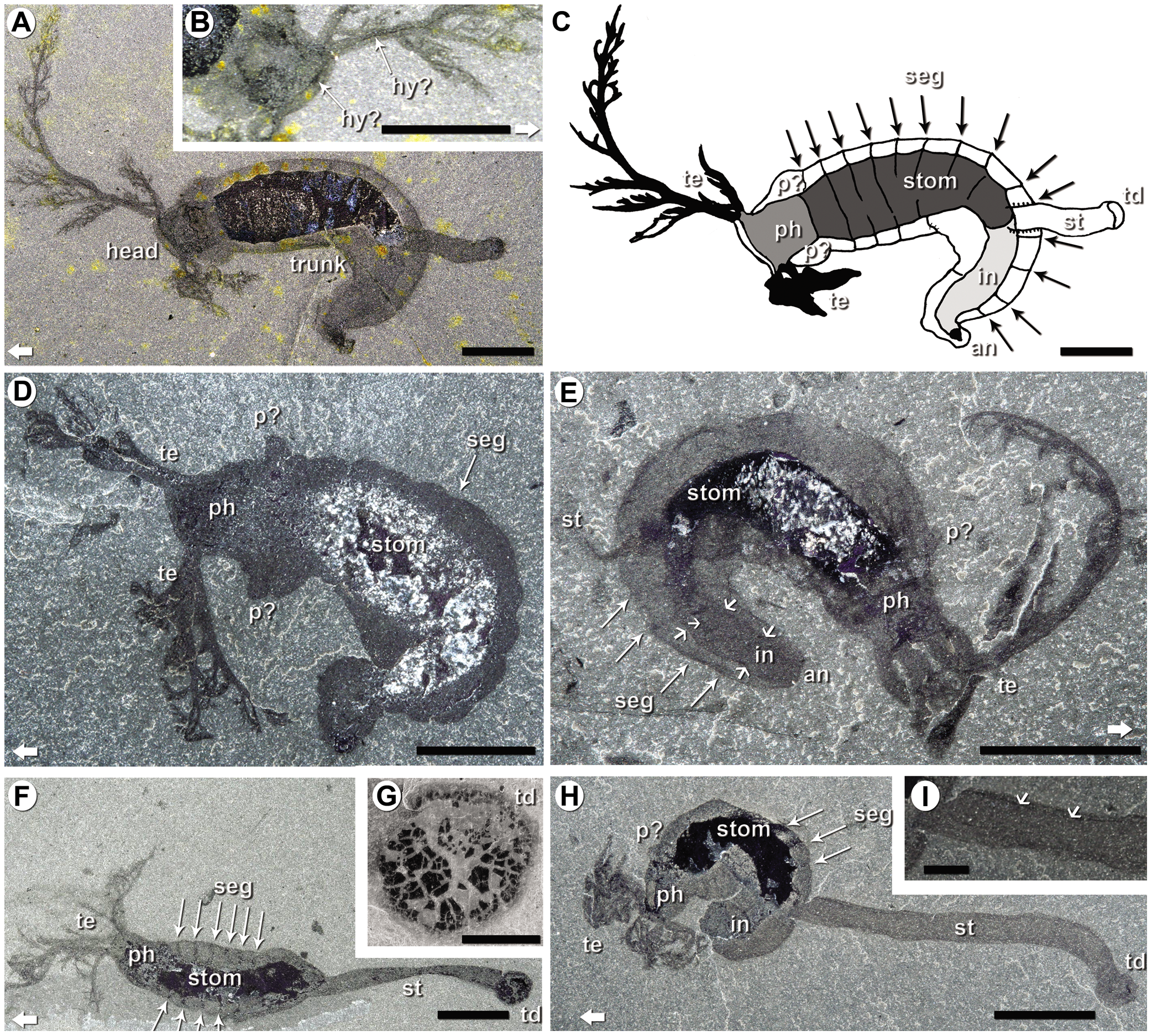
Fossili di Herpetogaster

Questo animale vermiforme era lungo circa 3-4 centimetri. Possedeva un corpo molto diverso da quello di qualunque animale noto allo stato attuale: il corpo era incurvato verso destra, tozzo e composto da almeno tredici segmenti. Dal nono segmento si dipartiva una lunga struttura tubolare (stolone), flessibile e munita di un disco di ancoraggio, grazie al quale l'animale probabilmente si attaccava al fondale marino. La testa era di forma bulbosa e dotata di due grandi strutture ramose. Questi tentacoli erano posti attorno alla bocca ed erano dotati di numerosi "rami" che terminavano in vere e proprie fronde. Il sistema digestivo dell'animale era racchiuso in una struttura simile a un sacco, all'interno del corpo, ed era diviso in una corta faringe, un grosso stomaco lenticolare e uno stretto intestino.

## Classificazione
Descritto per la prima volta nel 2010 da Caron, Conway Morris e Shu, questo animale getta una nuova luce sui rapporti di parentela di alcuni grandi gruppi attuali. Sembra infatti che Herpetogaster, insieme ad altre enigmatiche creature già note in precedenza (Eldonia, Rotadiscus, Phlogites), appartenesse a un gruppo di organismi noti come cambroernidi. Un'ipotesi, formulata dagli studiosi che hanno descritto Herpetogaster, vede questo misterioso gruppo come rappresentanti primitivi dei deuterostomi, ovvero la grande divisione animale che comprende echinodermi e cordati.

## Stile di vita
Probabilmente Herpetogaster viveva ancorato sul substrato marino, cibandosi di particelle nutritive che assumeva grazie ai tentacoli frondosi, che forse portava vicino alla bocca posta al centro.